# 忽里模子
忽里模子（葡萄牙語：Ormuz）是一个10世纪到17世纪位于波斯湾霍尔木兹海峡的古国，是10世纪由阿拉伯贵族建立，1262年成为波斯的附属国，后来又成为葡萄牙帝国的附庸。其同名首都、港口忽里模子在今波斯湾东口霍尔木兹海峡内的霍尔木兹岛，地处东西方交通要地，商业繁盛。马可·波罗（1293年）、郑和（1414年）等都曾到过该地。1515年到1622年期间，该地被葡萄牙占领。1622年，伊朗萨非王朝的沙阿阿拔斯一世在英国舰队的帮助下从葡萄牙手中夺回了此地。该地并入伊朗。“忽里模子”一名见于《元史·地理志·西北地附录》。《明史·外国列传》和《星槎胜览》中译作“忽鲁谟斯”，《瀛涯胜览》中译作“忽鲁谟厮”。

## 相關記載
忽里模子曾被認為是“財富和奢侈的代名詞”， 阿拉伯人也說：“如果這個世界是一個金戒指，那麼忽里模子就是其上的珍寶”。 曾在十四世紀到訪忽里模子的葡萄牙人圖阿爾蒂·巴博薩曾說：
|  | 這個島嶼和城市的人是波斯人和阿拉伯人，這些波斯人（說阿拉伯語和其他語言者被稱作Psa）高大漂亮，是一個很棒的民族...他們壯實而安逸。持穆罕默德的教條，他們總是很放縱自己，有各種各樣的樂器。阿拉伯人的膚色比他們更黑。 |

聖方濟·沙勿略在前往日本的途中也曾到訪忽里模子：
|  | 它的道德境界實在糟糕。它是惡臭的淫蕩之家，是東方宗教所有腐敗部份的結合體。連基督徒都墮落其中。這裡雖然只有少數教士，但他們也給自己的名字抹了黑。 阿拉伯人和波斯人引進了大部份最糟糕的惡習。據說忽里模子是一個融合了許多腔調的巴比倫，它們的道德敗壞程度也可以相媲美。合法的婚姻只是極端例外。外國人、士兵和商人將自己的節制拋棄在情欲的放縱里。邪惡成為美，毀約和欠債被認為是好生意... |

## 延伸阅读
[在维基数据编辑]
 《明史卷三百二十六》，出自《明史》